# Orachrysops
Orachrysops is een geslacht van vlinders uit de familie van de Lycaenidae, uit de onderfamilie van de Polyommatinae (blauwtjes). Alle 11 soorten van dit geslacht komen voor in Zuid-Afrika (en eventueel nog in Swaziland en Lesotho). Tot 1986 waren de soorten van dit geslacht ondergebracht in het geslacht Lepidochrysops.

## Soorten
- Orachrysops ariadne (Butler, 1898)
- Orachrysops brinkmani Heath, 1997
- Orachrysops lacrimosa (Bethune-Baker, 1923)
- Orachrysops mijburghi Henning & Henning, 1994
- Orachrysops montanus Henning & Henning, 1994
- Orachrysops nasutus Henning & Henning, 1994
- Orachrysops niobe (Trimen, 1862)
- Orachrysops regalis Henning & Henning, 1994
- Orachrysops subravus Henning & Henning, 1994
- Orachrysops violescens Henning & Henning, 1994
- Orachrysops warreni Henning & Henning, 1994